# Скотт, Джеймс (композитор)
Джеймс Сильвестр Скотт (англ. James Sylvester Scott; 12 февраля 1885 года, Неошо, штат Миссури — 30 августа 1938 года, Канзас-Сити, штат Канзас) — американский композитор и пианист, считается одним из трех наиболее важных композиторов классического рэгтайма, наряду со Скоттом Джоплином и Джозефом Лэмбом.

## Биография
Джеймс Сильвестр Скотт родился в городе Неошо, штат Миссури, в семье Джеймса Скотта-старшего и Молли Томас Скотт, бывших рабов. В 1901 году его семья переехала в Карфаген, штат Миссури, где он учился в средней школе Линкольна. В 1902 году он начал работать в музыкальном магазине Чарльза л. Дюмарса, сначала моя окна, а затем демонстрируя музыку на фортепиано, в том числе свои собственные произведения. Спрос на его музыку убедил Дюмара напечатать первое из опубликованных сочинений Скотта «A Summer Breeze» в 1903 году. К 1904 году ещё две композиции Скотта, «Fascinator March» и «On The Pike» были изданы и хорошо проданы, но недостаточно, чтобы удержать Дюмара в бизнесе, и вскоре компания прекратила публикацию.
Историки рэгтайма Руди Блеш и Харриет Дженис рассказывают, что Скотт отправился в Сент-Луис, штат Миссури, в поисках своего кумира Скотта Джоплина в 1905 году. Он нашел Джоплина и спросил, не хочет ли тот послушать одну из его регтаймных композиций. Услышав один из его рэгтаймов, Джоплин познакомил его со своим собственным издателем, Джоном Стиллвеллом Старком, и порекомендовал ему опубликовать эту работу. Старк опубликовал этот рэгтайм через год, под названием «Frog Legs Rag». Он быстро стал хитом и занял второе место по продажам в каталоге Stark, уступая только «Maple Leaf Rag» Джоплина. Скотт стал постоянным участником каталога Старка до 1922 года.
В 1914 году Скотт переехал в Канзас-Сити, штат Миссури, где женился на Норе Джонсон, преподавал музыку и сопровождал немое кино в качестве органиста и аранжировщика в театре Панамы. Те, кто знал его, помнят, что театральная деятельность была значительной частью его работы. Его кузина Пэтси Томас вспоминает: «Все называли его „маленький Профессор“, он всегда шел быстро, глядя в землю — проходил мимо вас по улице и никогда не видел вас — казалось, всегда глубоко задумывался.»
В последние годы своей жизни Скотт занимался преподаванием, сочинял музыку и руководил группой из восьми человек, которая играла в различных пивных парках и кинотеатрах в этом районе. С появлением звуковых фильмов, однако, его состояние ухудшилось. Он потерял свою театральную работу, его жена умерла бездетной, и его здоровье ухудшилось. Он переехал к своей двоюродной сестре Рут Каллахан в Канзас-Сити, штат Канзас, и, хотя страдал хронической водянкой, продолжал сочинять и играть на фортепиано.
Скотт умер в больнице Дугласа 30 августа 1938 года в возрасте 53 лет и был похоронен рядом со своей женой на кладбище Westlawn.
Самые известные композиции Скотта включают «Climax Rag», «Frog Legs Rag», «Grace and Beauty», «Ophelia Rag» и «The Ragtime Oriole».
Скотт был двоюродным братом блюзовой певицы Ады Браун.

## Список произведений
Список произведений афроамериканского композитора Джеймса Скотта состоит из 39 наименований, и включает в себя 28 рэгтаймов, 3 марша, 3 песни, 4 вальса и танец.
| Название                    | Дата публикации | Жанр                       | Обложка |
| --------------------------- | --------------- | -------------------------- | ------- |
| A Summer Breeze             | 1903            | Марш-тустеп                |         |
| Fascinator                  | 1903            | Марш-тустеп                |         |
| On the Pike                 | 1904            | Марш-тустеп                |         |
| Frog Legs Rag               | 1906            | Рэгтайм                    |         |
| Kansas City Rag             | 1907            | Рэгтайм                    |         |
| Grace and Beauty            | 1909            | Рэгтайм                    |         |
| Great Scott Rag             | 1909            | Рэгтайм                    |         |
| Ragtime Betty               | 1909            | Рэгтайм                    |         |
| Sunburst Rag                | 1909            | Рэгтайм                    |         |
| Valse Venice                | 1909            | Вальс                      |         |
| Hearts Longing              | 1909            | Вальс                      |         |
| She’s My Girl from Anaconda | 1909            | Песня                      |         |
| Sweetheart Time             | 1909            | Песня                      |         |
| Hilarity Rag                | 1910            | Рэгтайм                    |         |
| Ophelia Rag                 | 1910            | Рэгтайм                    |         |
| Princess Rag                | 1911            | Рэгтайм                    |         |
| Quality                     | 1911            | Рэгтайм                    |         |
| Ragtime Oriole              | 1911            | Рэгтайм                    |         |
| Climax Rag                  | 1914            | Рэгтайм                    |         |
| Suffragette Waltz           | 1914            | Вальс                      |         |
| Take Me Out To Lakeside     | 1914            | Песня                      |         |
| Evergreen Rag               | 1915            | Рэгтайм                    |         |
| Honey Moon Rag              | 1916            | Рэгтайм                    |         |
| Prosperity Rag              | 1916            | Рэгтайм                    |         |
| Efficiency Rag              | 1917            | Рэгтайм                    |         |
| Paramount Rag               | 1917            | Рэгтайм                    |         |
| Dixie Dimples               | 1918            | Рэгтайм-новелла и фокстрот |         |
| Rag Sentimental             | 1918            | Рэгтайм                    |         |
| Springtime of Love          | 1918            | Вальс                      |         |
| New Era Rag                 | 1919            | Рэгтайм                    |         |
| Peace and Plenty Rag        | 1919            | Рэгтайм                    |         |
| Troubadour Rag              | 1919            | Рэгтайм                    |         |
| Modesty Rag                 | 1920            | Рэгтайм                    |         |
| Pegasus                     | 1920            | Рэгтайм                    |         |
| Shimmie Shake               | 1920            | Танец                      |         |
| Don’t Jazz Me Rag           | 1921            | Рэгтайм                    |         |
| Victory Rag                 | 1921            | Рэгтайм                    |         |
| Broadway Rag                | 1922            | Рэгтайм                    |         |
| Calliope Rag                | 1966            | Рэгтайм                    |         |